# Commandantshuis (Amsterdam)

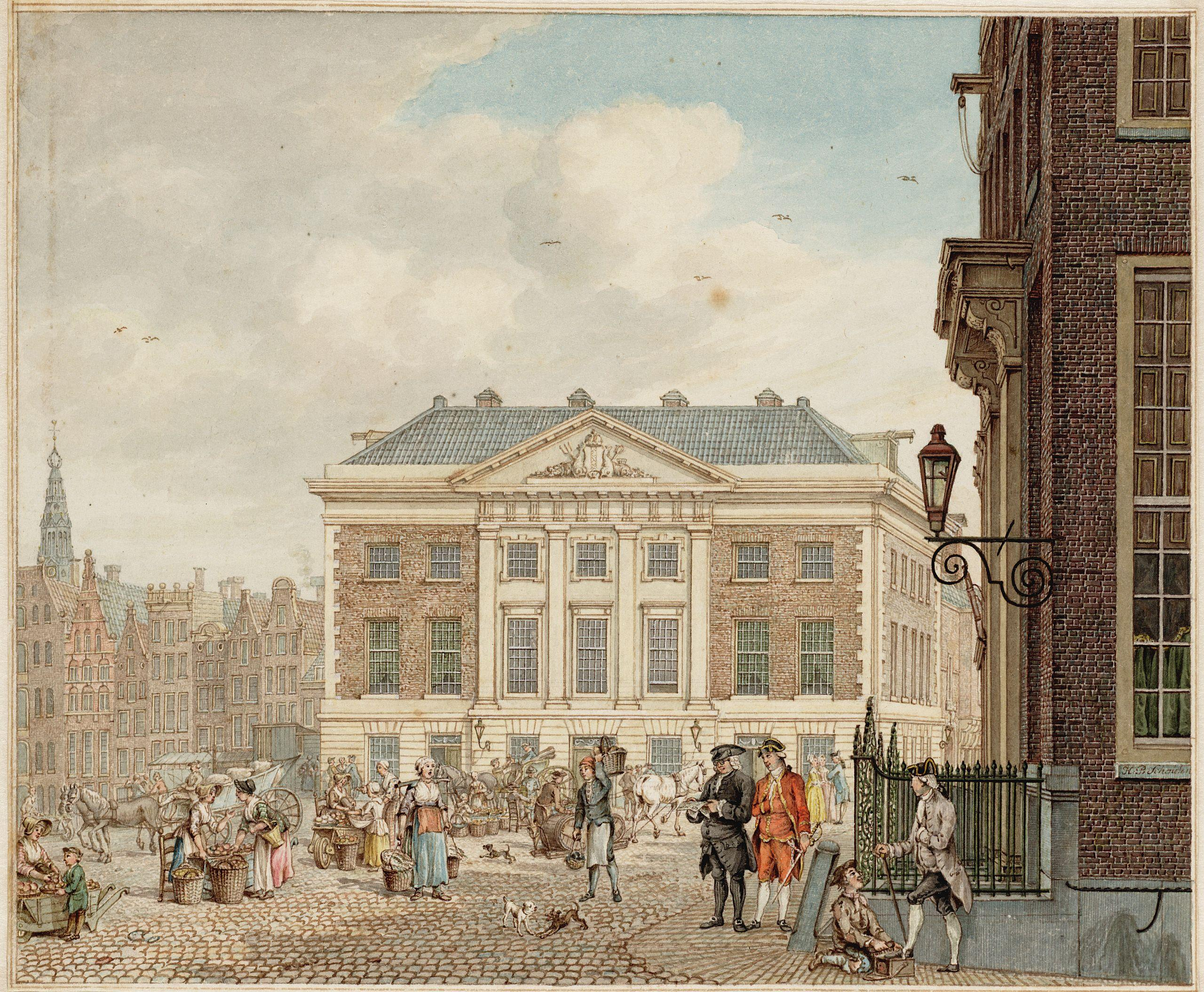
Het Commandantshuis, in 1796 getekend door Herman P. Schouten (1747-1822).

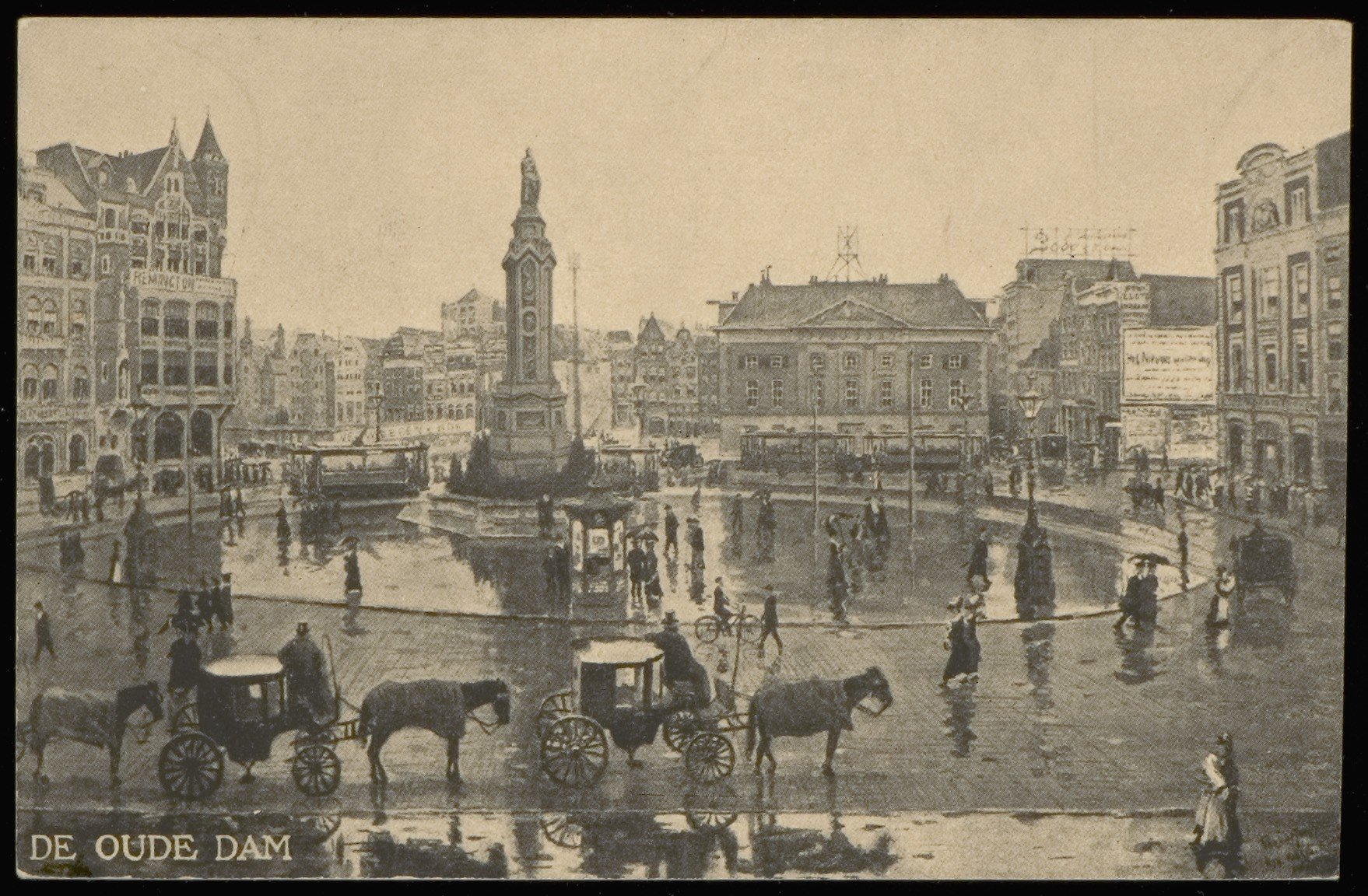
Overzichtsfoto van de Dam uit circa 1912, met daarop v.r.n.l. Dam hoek Rokin, ingang Damstraat, het Commandantshuis, Naatje van de Dam, einde Warmoesstraat en Dam hoek Damrak.

Het Commandantshuis was een groot pand aan de oostzijde van de Dam in Amsterdam, ongeveer ter plekke van het huidige Nationaal Monument op de Dam, dat oorspronkelijk, tot 1807, als het 'Huis onder 't Zijl' (ook wel als 'Huis onder 't Zeil' gespeld) bekend stond. Het werd in 1774-1775 in neoclassicistische stijl gebouwd naar ontwerp van stadsarchitect Jacob Eduard de Witte en in 1912 gesloopt. Het was een rechthoekig blok van drie bouwlagen onder schilddak, met aan de voorzijde zeven vensterassen, waarvan de middelste drie in een middenrisaliet met grote pilasters en een bekronend driehoekig fronton waren opgenomen. Vlak na de voltooiing verscheen een door Caspar Philips vervaardigde prent van de voorgevel in het tijdschrift De Maandelykse Nederlandsche Mercurius